# RSV Braunsberg
Der RSV Braunsberg war ein deutscher Sportverein aus der ostpreußischen Stadt Braunsberg (heute Braniewo). Die Fußballabteilung spielte eine Spielzeit in der erstklassigen Gauliga Ostpreußen.

## Geschichte
Nach Gründung des Vereins 1919 spielte der RSV Braunsberg im Ligensystem des Baltischen Rasen- und Wintersport-Verbandes. 1922/23 ist ein Spielbetrieb in der erstklassigen Bezirksliga VI Ostpreußen West überliefert, allerdings nahm der Verein nur an der Frühjahrsrunde teil. 1924/25 spielte der Verein in der drittklassigen 2. Klasse Bezirk I Königsberg Unterbezirk Zinten. 1925/26 wurde der RSV Braunsberg in die zweitklassige 1. Klasse Bezirk VI Ostpreußen West eingeordnet, durch Umstrukturierungen im Ligensystem war diese Spielklasse ab 1926/27 drittklassig. Auf Grund erneuter Umstrukturierungen, das inzwischen Kreis VI Ostpreußen West genannte Fußballgebiet wechselte aus dem Bezirk I in den Bezirk II, wurde der RSV Braunsberg zur Spielzeit 1929/30 in die zweitklassige Kreisliga I Königsberg des Bezirkes I umgeordnet. In dieser Kreisliga konnte sich der Verein 1930/31 mit vier Punkten Vorsprung den Sieg sichern, in der Relegationsrunde scheiterte Braunsberg jedoch an den zwei Teilnehmern aus der ersten Liga und verpasste somit den Aufstieg in die oberste Spielklasse. 1931/32 durfte der RSV Braunsberg erneut an der Relegationsrunde zur Abteilungsliga Königsberg 1932/33 teilnehmen, wieder scheiterte der Verein an den Königsberger Vereinen. Durch den dritten Tabellenplatz in der Kreisliga Königsberg Gruppe A 1933 wurde der RSV Braunsberg im Zuge der Einrichtung der Sportgaue anstelle der Fußballverbände in die zweitklassige Bezirksklasse I Königsberg innerhalb des Fußballgaus Ostpreußen eingeordnet.
Bedingt durch die Erweiterung der Gauliga Ostpreußen von 14 auf 28 Mannschaften zur Spielzeit 1935/36 gelang dem RSV Braunsberg die Qualifikation für diese oberste Liga. Mit fünf Punkten aus zwölf Spielen beendete der Verein die Saison, ein Punkt hinter dem Königsberger STV, als Letztplatzierter des Bezirkes Königsberg und hätte wieder absteigen müssen. Der Verein stellte jedoch nach dieser Spielzeit den Spielbetrieb ein.

## Erfolge
- Spielzeiten in der Gauliga Ostpreußen: 1935/36